# Saint-Pierre-la-Noaille
Saint-Pierre-la-Noaille é uma comuna francesa na região administrativa de Auvérnia-Ródano-Alpes, no departamento de Loire. Estende-se por uma área de 7,21 km². Em 2010 a comuna tinha 385 habitantes (densidade: 53,4 hab./km²).